# Wait (Unix)
wait – program konsoli Uniksa wymuszający bezczynność do momentu zakończenia działania procesu o numerze PID podanym jako parametr.

## Składnia
```
wait 
PID
```

PID jest identyfikatorem procesu.

## Funkcja systemowa w UNIX
W systemie UNIX, oraz innych z niego się wywodzących wait(int* zmienna_całkowita) jest także funkcją systemową. Jako parametr przyjmuje adres w pamięci zmiennej całkowitej. Zapisuje w niej status z jakim zakończył się proces, na który funkcja czekała, a zwraca natomiast PID tego procesu.